# Ductus pneumaticus

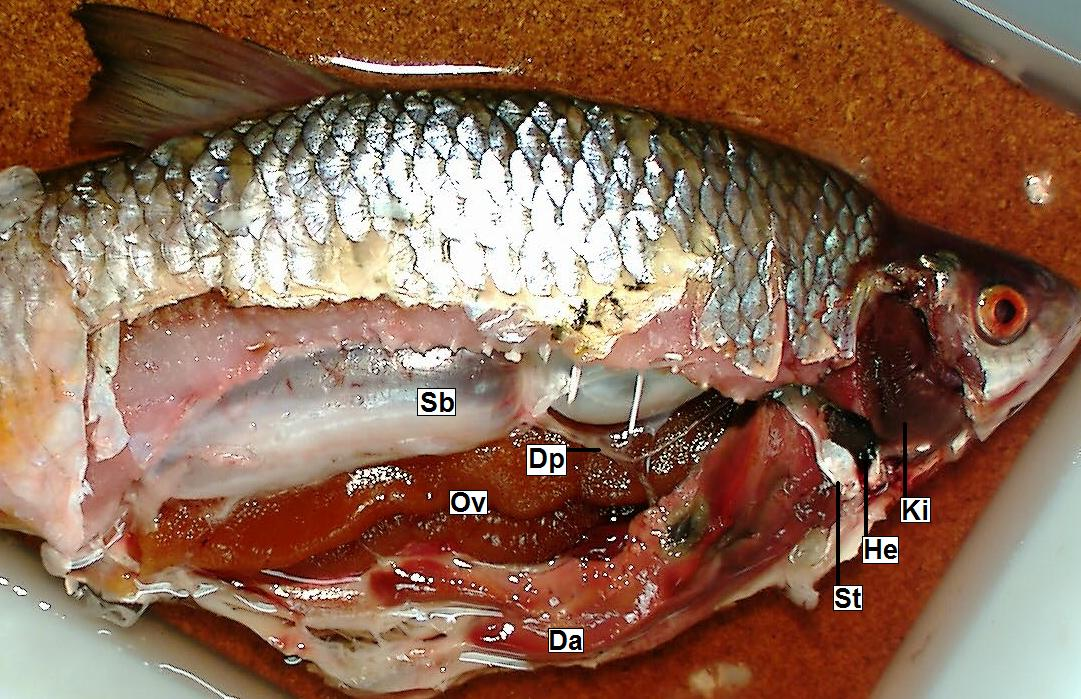
Zijaanzicht bij een ruisvoorn met een goed zichtbare ductus pneumaticus (Dp, Sb - zwemblaas, Ov - eierstok, Da - slokdarm met leverkwabben, St - septum transversum, He - hart, Ki - kieuwen

De ductus pneumaticus (Latijn: ductus, gang, kanaal), ook wel zwemblaasgang, is een verbinding tussen de zwemblaas en de slokdarm bij beenvisachtigen. Omdat de zwemblaas tijdens de embryonale ontwikkeling ontstaat als een uitstulping van de slokdarm hebben alle vissen in het embryonale stadium een ductus pneumaticus.
Bij de physostomen blijft de ductus pneumaticus ook in het volwassen stadium aanwezig. Bij de physoclisten is de ductus pneumaticus in het volwassen stadium echter gesloten.